# Jan Ovčíř ze Žampachu
Jan ze Žampachu, také Jan Ovčíř ze Žampachu, latinsky Ovis de Zampach (první zmínka 1354, † neznámo) byl český vladyka. Byl stavitelem hradu Hlodný, kolonizátorem toků řek Orlice a Bělá a ochráncem polské obchodní stezky.